# Ullaró
Ullaró és un petit llogaret amb una població d'aproximadament una vintena d'habitants, situat dins el terme municipal de Campanet, a la comarca del Raiguer, a Mallorca.

## Etimología
El nom d'Ullaró podria derivar de Uyalfàs, l'antic nom de sa Pobla. Documentat des de 1234 com Huiar Alfaz i Huyalfas a partir de 1259, hauria evolucionat fonèticament fins a Ullaró, ja registrat el 1278. Segons Joan Coromines, es coneixen diverses variants com Udrò i Uyaró. L'origen del topònim sembla tenir arrels àrabs, possiblement vinculat a cuyun al-fahs (fonts del camp), que amb el temps es va transformar lingüísticament fins a la forma actual.

## Història
Durant l'època islàmica, Ullaró formava part del juz d'Inca. Després de la conquesta al segle xiii, es va esmentar com una alqueria en el Llibre del Repartiment de Jaume I, compartint territori amb Campanet, Búger i sa Pobla. Aquestes localitats constituïen un únic terme assignat als homes de Barcelona. El 1300, sota la política de fundació de viles de Jaume II, aquestes poblacions van ser integrades a sa Pobla. Posteriorment, el 1368, per concessió de Pere el Cerimoniós, Campanet, juntament amb Búger i Ullaró, va obtenir la independència municipal.

## Patrimoni
Pel que fa al patrimoni religiós, l'antic oratori d'Ullaró es va construir el 1687 i va servir com a lloc de culte fins a principis del segle xix. Aquest oratori es trobava davant del casal de Son Garreta, a l'altre costat del carrer. Amb les reformes impulsades pel cardenal Despuig, es va edificar una nova capella dins la finca de Son Garreta, que va substituir l'oratori original. Aquesta nova capella va ser construïda per albergar les relíquies de sant Victorià, que posteriorment, el 1823, van ser traslladades a l'església parroquial de Campanet.